# Barbora Kořanová
Barbora Rázga, za svobodna Kořanová (* 27. září 1984 Plzeň), je česká politička, podnikatelka a manažerka, zastupitelka hlavního města Prahy, v letech 2017 až 2021 poslankyně Poslanecké sněmovny PČR, v letech 2019 až 2022 zastupitelka města Plzeň, v letech 2016 až 2018 zastupitelka městského obvodu Plzeň 2-Slovany, členka hnutí ANO 2011.

## Život
Vystudovala právo a právní vědu na Fakultě právnické Západočeské univerzity v Plzni (promovala v roce 2011 a získala titul Mgr.).
V letech 2009 až 2016 pracovala v rodinné firmě jako manažer prodeje. Od prosince 2014 samostatně podnikala.

## Politické působení
Je členkou hnutí ANO 2011 a od ledna 2017 též místopředsedkyní oblastní organizace Plzeň-město.
V komunálních volbách v roce 2014 kandidovala za hnutí do Zastupitelstva města Plzně i městského obvodu Plzeň 2-Slovany, ani v jednom případě však neuspěla. Postupně však rezignovali dva její straničtí kolegové na mandát zastupitelů městského obvodu Plzeň 2-Slovany a v lednu 2016 se tak stala zastupitelkou této části města. Působí také jako členka Výboru kontrolního Zastupitelstva města Plzně a místopředsedkyně Finančního výboru Zastupitelstva městského obvodu Plzeň 2-Slovany.
Ve volbách do Poslanecké sněmovny PČR v roce 2017 byla zvolena poslankyní za hnutí ANO 2011 v Plzeňském kraji, a to ze čtvrtého místa kandidátky. V komunálních volbách v roce 2018 kandidovala za hnutí ANO 2011 do Zastupitelstva města Plzeň, ale neuspěla (skončila jako první náhradnice). Nebyla zvolena ani zastupitelkou městského obvodu Plzeň 2 - Slovany. V roce 2019 byla z pozice první náhradnice po rezignaci svého kolegy uvedena do Zastupitelstva města Plzně, kde působila na pozici zastupitelky. Byla předsedkyní Komise Rady města Plzně pro eGovernment. Na mandát zastupitelky rezignovala v lednu 2022.
V Poslanecké sněmovně zasedá ve Výboru pro veřejnou správu a regionální rozvoj a ve Volebním výboru. Je členkou Volební komise a Stálé komise pro kontrolu použití odposlechu a záznamu telekomunikačního provozu, použití sledování osob a věcí a rušení provozu elektronických komunikací. Ve své politické práci se věnuje především digitalizaci veřejné správy. V Poslanecké sněmovně byla navrhovatelkou zákona o právu na digitální služby, novely zákona o bankách nebo pozměňovacích návrhů, které umožní digitalizaci záznamu o dopravní nehodě či zavedou povinné zřizování datových schránek lidem, kteří využijí elektronickou identitu.
Poslankyně Kořanová na sebe upozornila také svou snahou odvolat z Rady České televize radního Zdeňka Šarapatku pro jeho výroky na adresu některých politiků, které Kořanová považovala za narušení důstojnosti, kterou od člena Rady České televize vyžaduje zákon o České televizi. V dubnu 2021 se Kořanové podařilo prosadit svolání mimořádné schůze, kde byla v 1. čtení schválena novela občanského zákoníku, díky které by homosexuální páry mohly vstoupit do manželství. V květnu 2021 iniciovala další mimořádnou schůzi Poslanecké sněmovny, kde chce řešit legislativu, týkající se sexuálního násilí. Kořanová tak reagovala na kauzu kolem bývalého poslance TOP 09 Dominika Feriho. Podle poslankyně by měly být zvýšeny tresty za násilné činy a upřesněna definice znásilnění.
Ve volbách do Poslanecké sněmovny PČR v roce 2021 kandidovala za hnutí ANO 2011 na 6. místě v Praze, ale neuspěla (skončila jako první náhradnice). Stala se asistentkou poslanců a stranických kolegů Roberta Králíčka a Taťány Malé.
V roce 2022 získala trvalé bydliště na Praze 8 a pod novým jménem Barbora Rázga kandidovala v komunálních volbách 2022 do pražského zastupitelstva, kde uspěla, a do zastupitelstva městské části, kde zvolena nebyla.